# No Concept
No Concept è il terzo album di Giovanni Allevi, pubblicato nel 2005 dall'etichetta Ricordi.

## Genesi
L'artista ha affermato come il disco sia nato durante il suo soggiorno a New York, nel quartiere di Harlem. La scelta di lasciare il suo Paese natale è stata fatta per incontrare le nuove forme artistiche che fiorivano nella grande mela e, allo stesso tempo, allontanarsi dalla rigidità artistica europea. In questo contesto, Allevi ha scritto i 13 brani, per solo pianoforte, dell'album.

## Accoglienza
L'album ha avuto una buona accoglienza, in termini di vendite. Il regista americano Spike Lee ha utilizzato il brano Come sei veramente come colonna sonora di uno spot pubblicitario, da lui girato, per una casa automobilistica. Tale spot è stato trasmesso, oltre che in Italia, anche in Norvegia e nella penisola iberica.

## Tracce
1. Go with the flow – 3:35
2. Ciprea – 2:57
3. Come sei veramente – 6:07
4. Prendimi – 2:49
5. Ti scrivo – 2:45
6. Regina dei cristalli – 2:07
7. Ossessione – 2:34
8. Sospeso nel tempo – 1:17
9. Le tue mani – 2:30
10. Qui danza – 2:28
11. Notte ad Harlem – 5:08
12. Pensieri nascosti – 2:29
13. Breath (a meditation) – 8:40

## Il tour
Dall'album nasce il No Concept - Tour, che vede l'artista esibirsi in diverse località italiane.